# ارتم کوباسا
ارتم کوباسا (اوکراینی: Артем Петрович Ковбаса؛ زادهٔ ۱۹ ژانویهٔ ۱۹۹۷) بازیکن فوتبال اهل اوکراین است.